# Karel Václav Adámek
Karel Václav Adámek, křtěný Karel Václav Bohumil (19. září 1868 Hlinsko – 18. prosince 1944 Chrudim), byl český právník, politik, spisovatel, kulturní historik a muzejník. Byl členem vedení Národní strany svobodomyslné (Mladočechů).

## Životopis

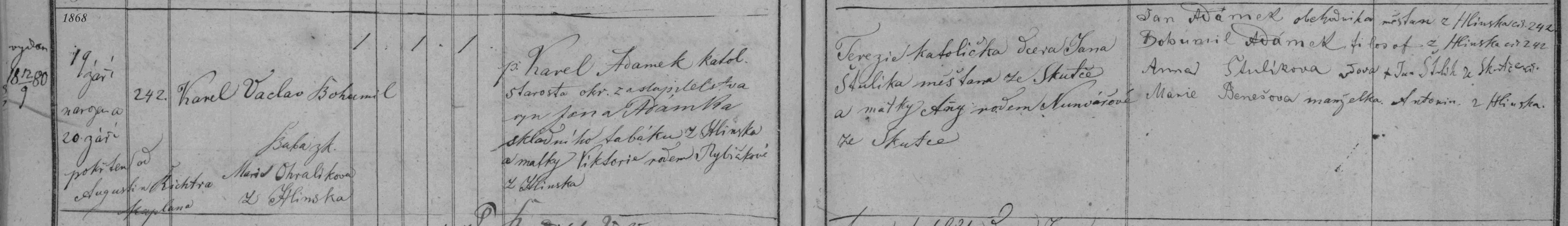
Matriční zápis o narození a křtu Karla Václava Adámka

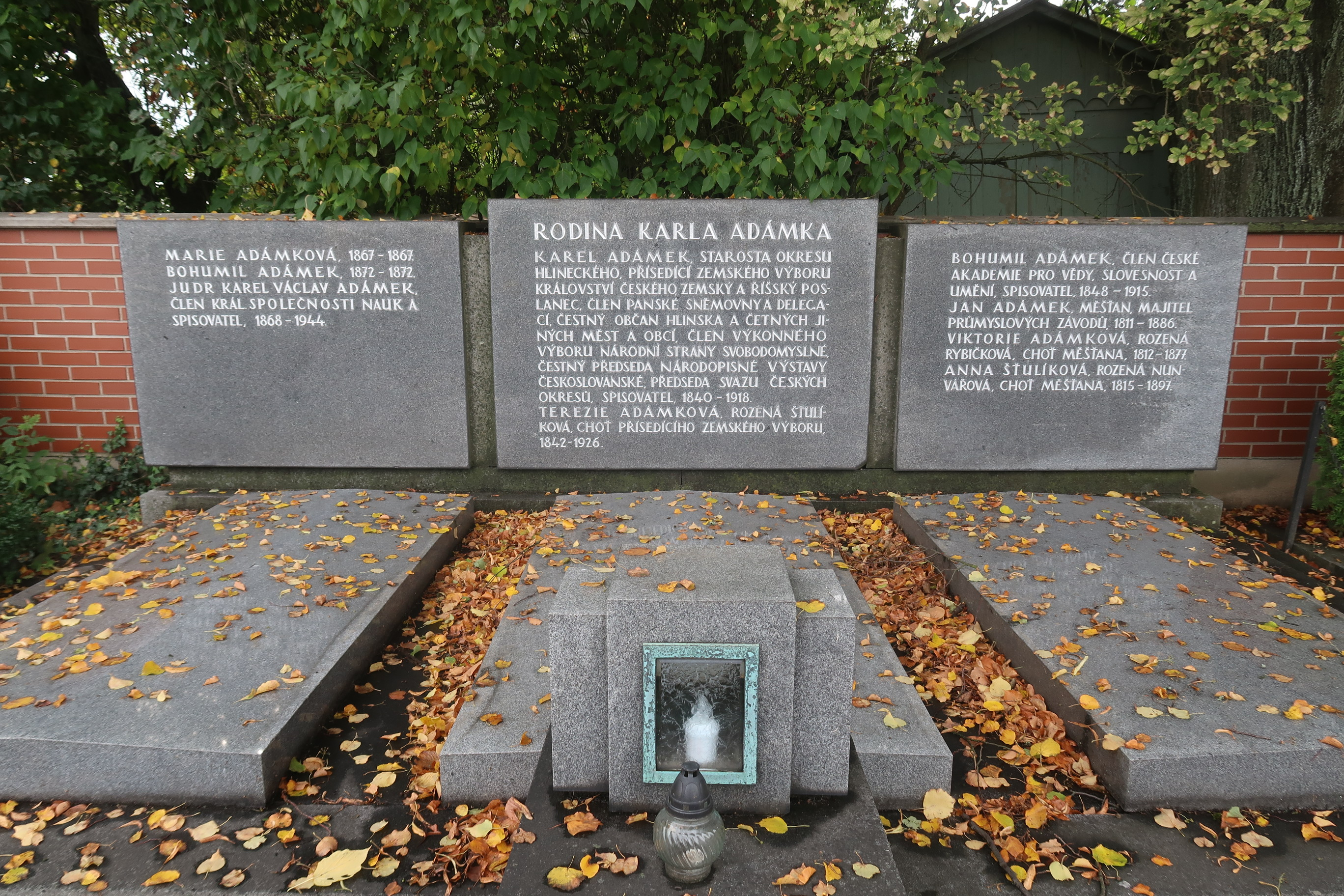
Hrob rodiny Adámků na hřbitově v Hlinsku

Byl synem významného hlineckého národopisce Karla Adámka a synovcem Bohumila Adámka. Vystudoval gymnázium v Chrudimi a poté pokračoval na studiem práv na Karlově univerzitě v Praze, na které byl promován 23. července 1896. Po studiích se vrátil na rok do Chrudimi a poté si v roce 1900 založil vlastní advokátní kancelář v Hlinsku. Společně se svým otcem se angažoval v Mladočeské straně a v samosprávných orgánech.[zdroj?]
Společně s J. L. Píčem založili v roce 1888 Společnost přátel starožitností českých. Společně se svým otcem a strýcem založili národopisný odbor Hlinecka, který stál za uspořádáním okresní výstavy společně s národopisným a národohospodářským sjezdem v Hlinsku roku 1893. byl starostou Vlastivědného muzea v Hlinsku. V letech 1914–1918 byl konzervátorem Centrální komise pro ochranu památek ve Vídni, od r. 1919 spolupracovník Místopisné komise ČAVU. V letech 1922–1938 redaktor časopisu Vlastivědný sborník východočeský. Spolupracovník Ottova slovníku naučného (od roku 1897) a Ottova slovníku naučného nové doby (od roku 1931).[zdroj?]

## Dílo
Napsal řadu prací z oblasti východočeského muzejnictví, historie, umění a etnografie. Je autorem významné monografie Lid na Hlinecku a důležitých statí o statku v Jeníkově u Hlinska. Zabýval se též právem autorským a ústavním, z těchto oborů publikoval řadu článků v odborných časopisech.
Publikoval přes 70 vlastivědných děl a stovky článků, ve kterých se opíral o terénní výzkum s vlastním archivním studiem. Těžiště jeho práce nejprve tvořila lidová slovesnost a kroje, později se zabýval výzkumem lidového stavitelství na Hlinecku.